# Об'єктив

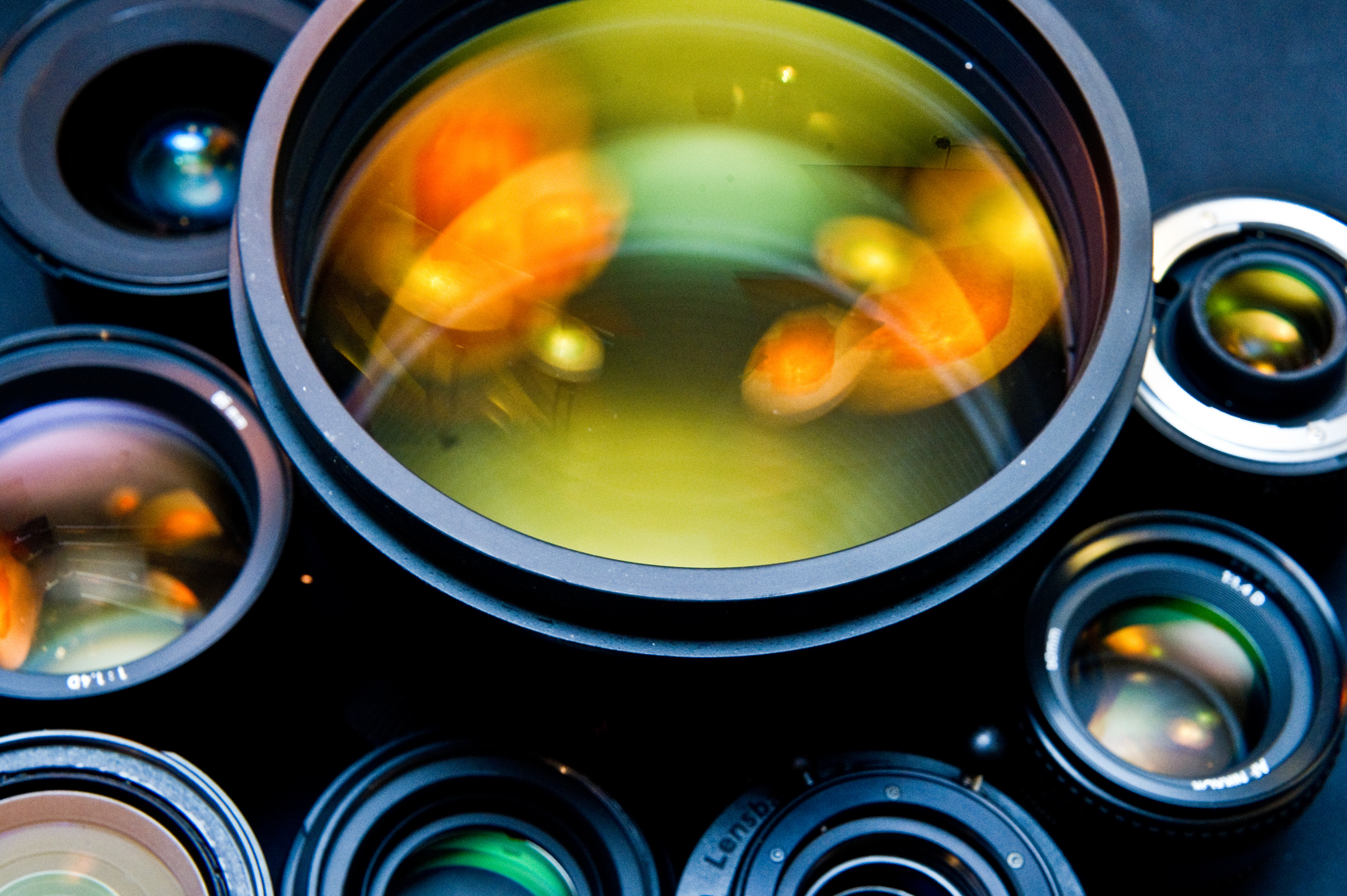
Об'єктиви

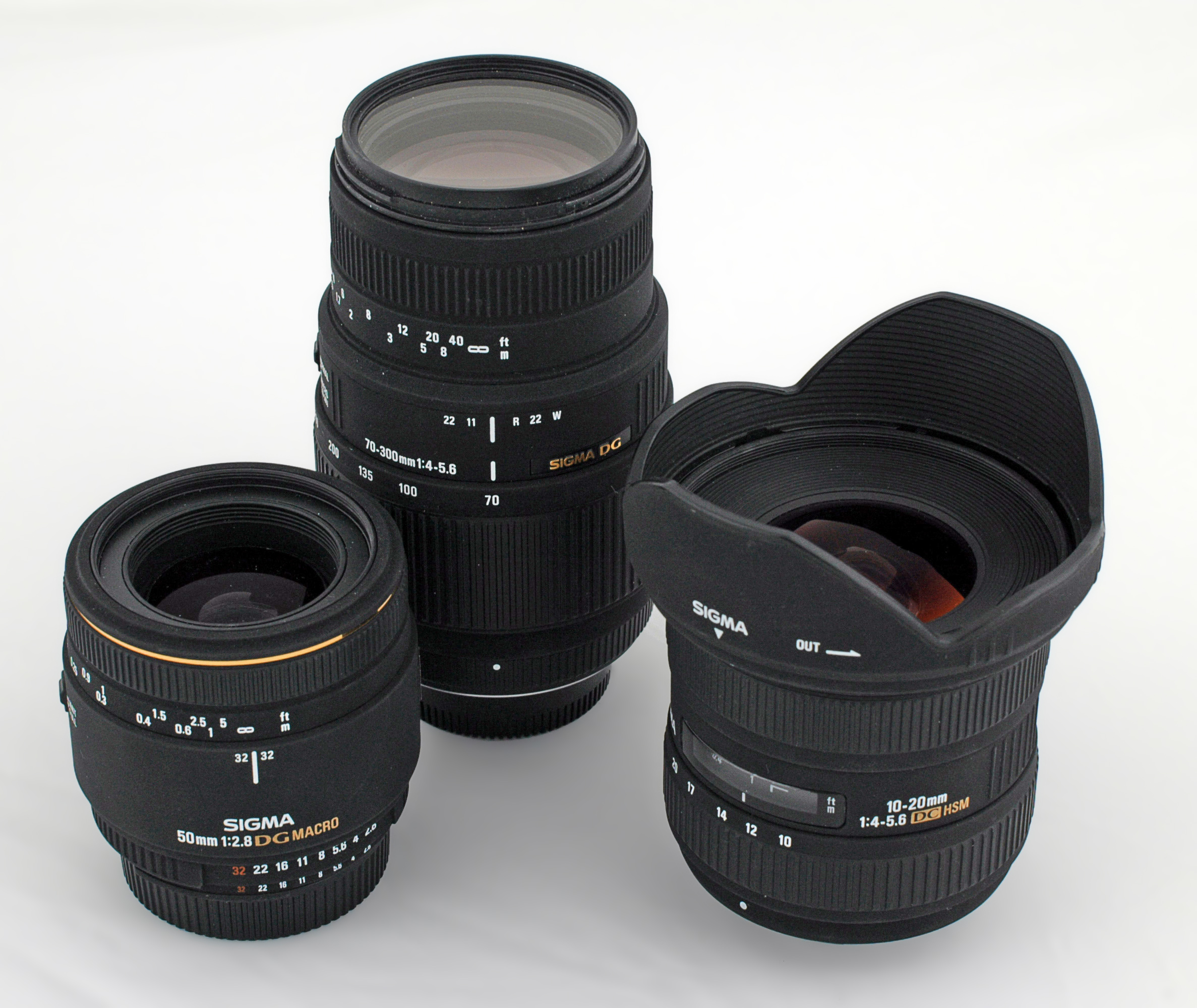
Об'єктиви «Sigma»: 1:2,8/50 Macro — 1:4-5.6/70-300 — 1:4-5.6/10-20

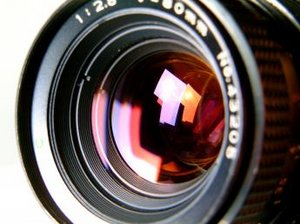
Об'єкти́в

Об'єкти́в (від лат. objectivus — предметний) — оптична система, призначена для створення дійсного оптичного зображення на приймачі світлової енергії (звичайно фотоплівка або світлочутлива матриця).
Об'єктив в оптиці розглядають як рівнозначний лінзі виріб, хоча може мати інший вигляд. Звичайно об'єктив складається з набору лінз (в деяких об'єктивах — із дзеркал), розрахованих для взаємної компенсації аберрації об'єктива, зібраних у єдину систему всередині оправи.
Об'єктив характеризується фокусною відстанню та максимальним відносним отвором, який іноді називають світлосилою. Для роботи в умовах різної освітленості об'єктив оснащений механічною діафрагмою. Об'єктиви сучасних фотоапаратів можуть містити вбудовані двигуни для автоматичного регулювання діафрагми та наведення на різкість.
Об'єктив зі змінною фокусною відстанню називають трансфокатором, іноді — «зумом» (як калька з англійської мови — «зум — англ. zoom)». Об'єктив з постійною фокусною відстанню — фікс-фокалом (розмовно — фікс).
Об'єктив як оптична система є складним виробом.
Для підвищення якості створюваного зображення на лінзи об'єктива наносять покриття, що зменшує внутрішнє відбиття світла, а внутрішня частина корпусу покривається матеріалом з великим поглинанням світла. При виготовленні лінз окремих об'єктивів використовують скло спеціального хімічного складу з низьким коефіцієнтом внутрішнього розсіювання тощо.
Характеристики фотооб'єктивів впливають на параметри, за якими робиться попередній вибір необхідного обладнання, визначається тип і його призначення. До основних характеристик відносять:
- сумісність байонета;
- фокусна відстань;
- світлосила;
- тип фокусування;
- тип двигуна фокусування;
- наявність стабілізатора;
- габарити.

## Байонет
Байонет — це система кріплення об'єктива до фотокамери, яка забезпечує надійне з'єднання і зручність зміни оптики. Більшість байонетів працює за принципом — поєднав пази, встановив і повернув до клацання.
Кожна з компаній виробників фототехніки використовує власний тип байонета, які несумісні між собою. Наприклад, фотооб'єктиви Canon не можна поставити на фотоапарат Nikon і навпаки. У цьому випадку існує проблема не тільки механічної несумісності, а й різного розташування електронних контактів для взаємодії камери і об'єктиву. Чим це зумовлено? Звичайно, головна мета будь-якого виробника продавати товари свого виробництва, але є ще ряд факторів, наприклад, історичні відмінності і різні шляхи розвитку та підходу до конструкції байонета.